# Euryalida
De Euryalida zijn een orde van slangsterren (Ophiuroidea).

## Families
- Superfamilie Euryalidea Gray, 1840
  - Asteroschematidae Verrill, 1899
  - Astrocharidae Okanishi et al., 2011
  - Euryalidae Gray, 1840

Niet in een superfamilie geplaatst
- Asteronychidae Verrill, 1899
- Gorgonocephalidae Ljungman, 1867

## Afbeeldingen

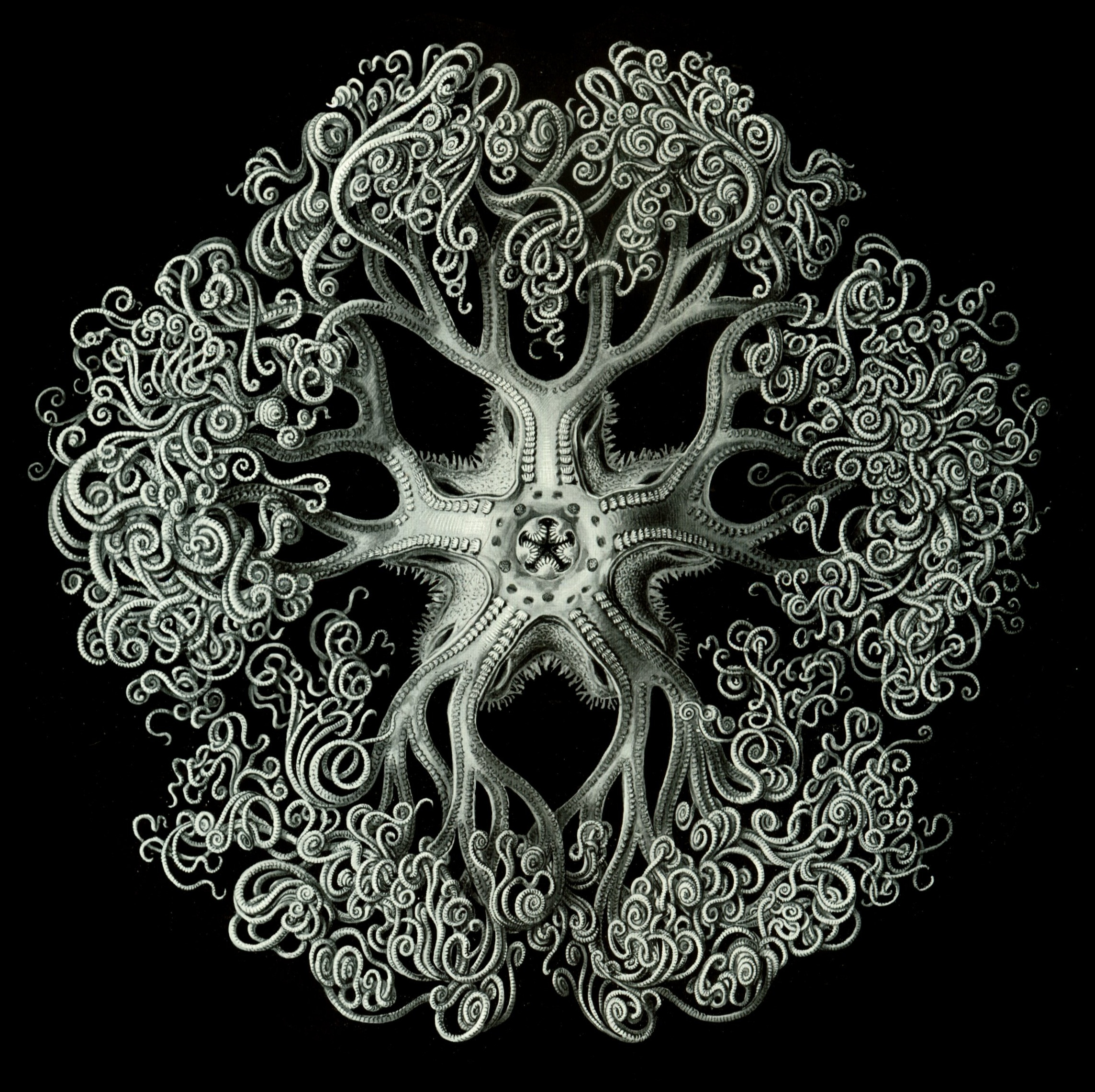
"Astrophyton darwinium" uit Haeckel, Kunstformen der Natur (1904)
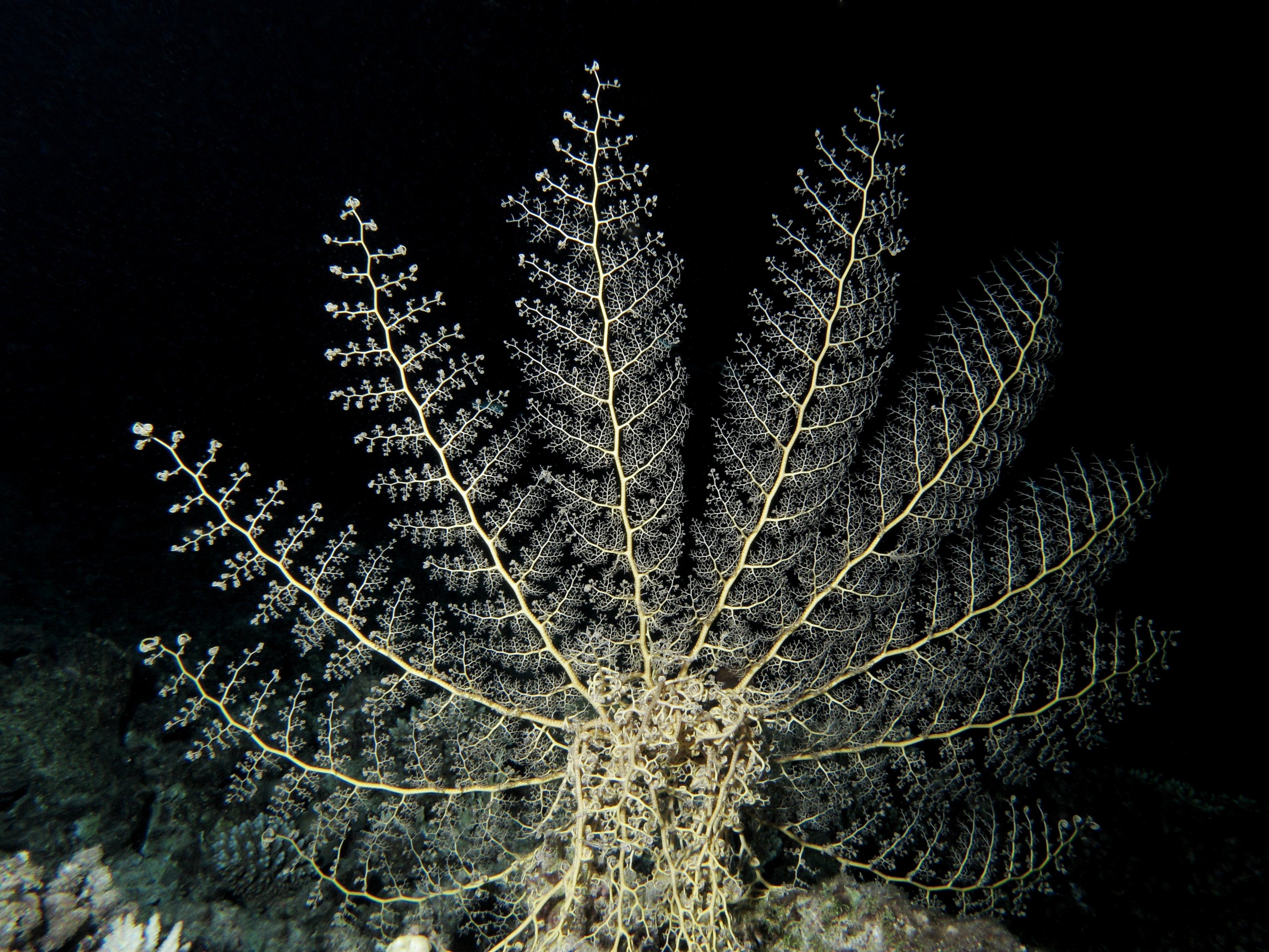
Astroboa nuda
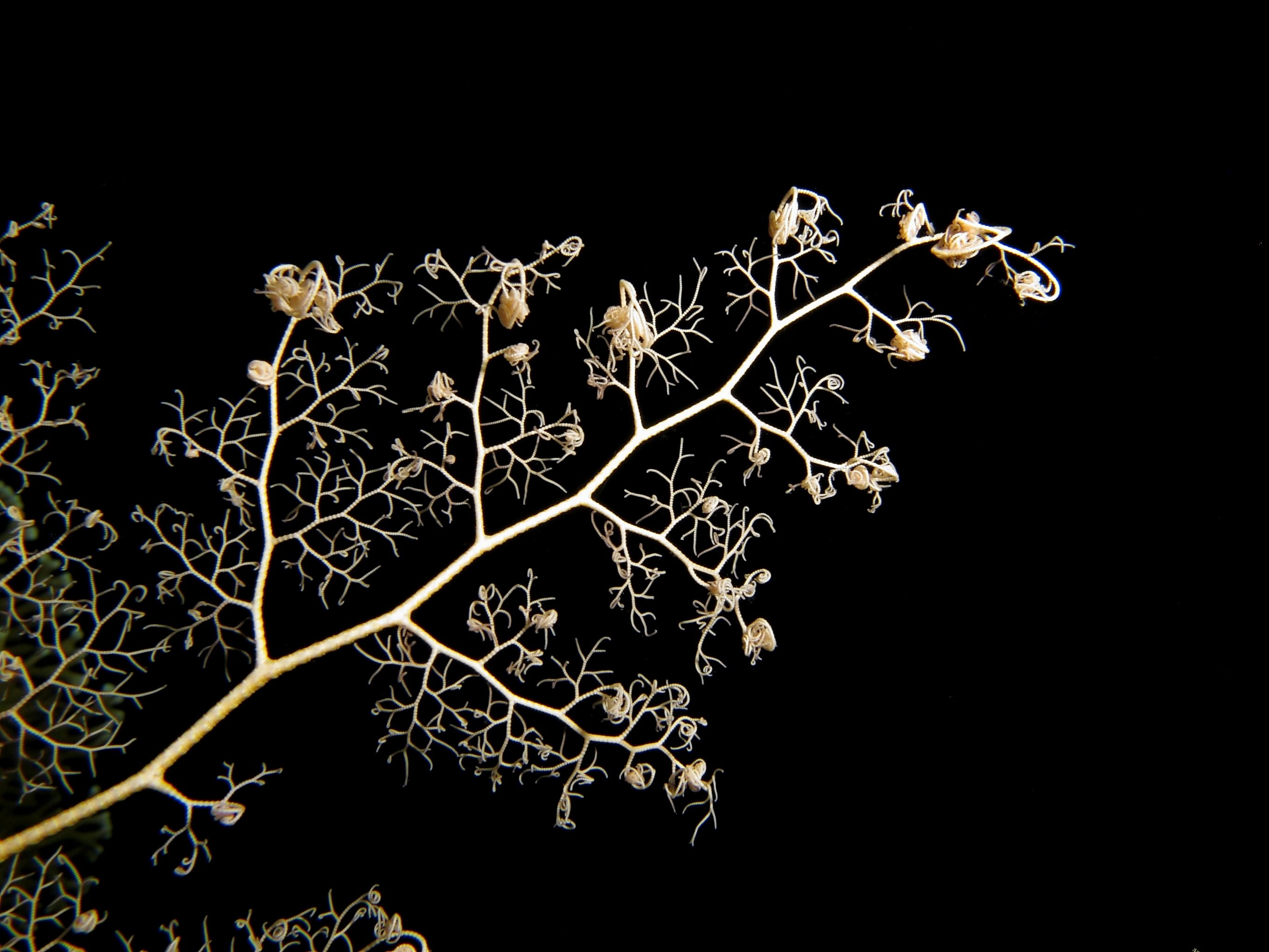
Astroboa nuda detail
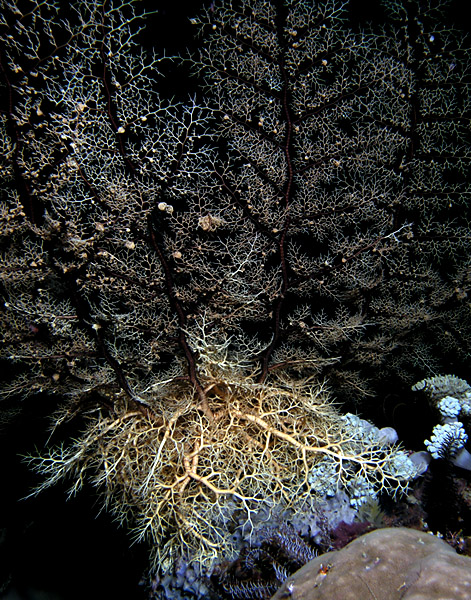
Astroboa granulata
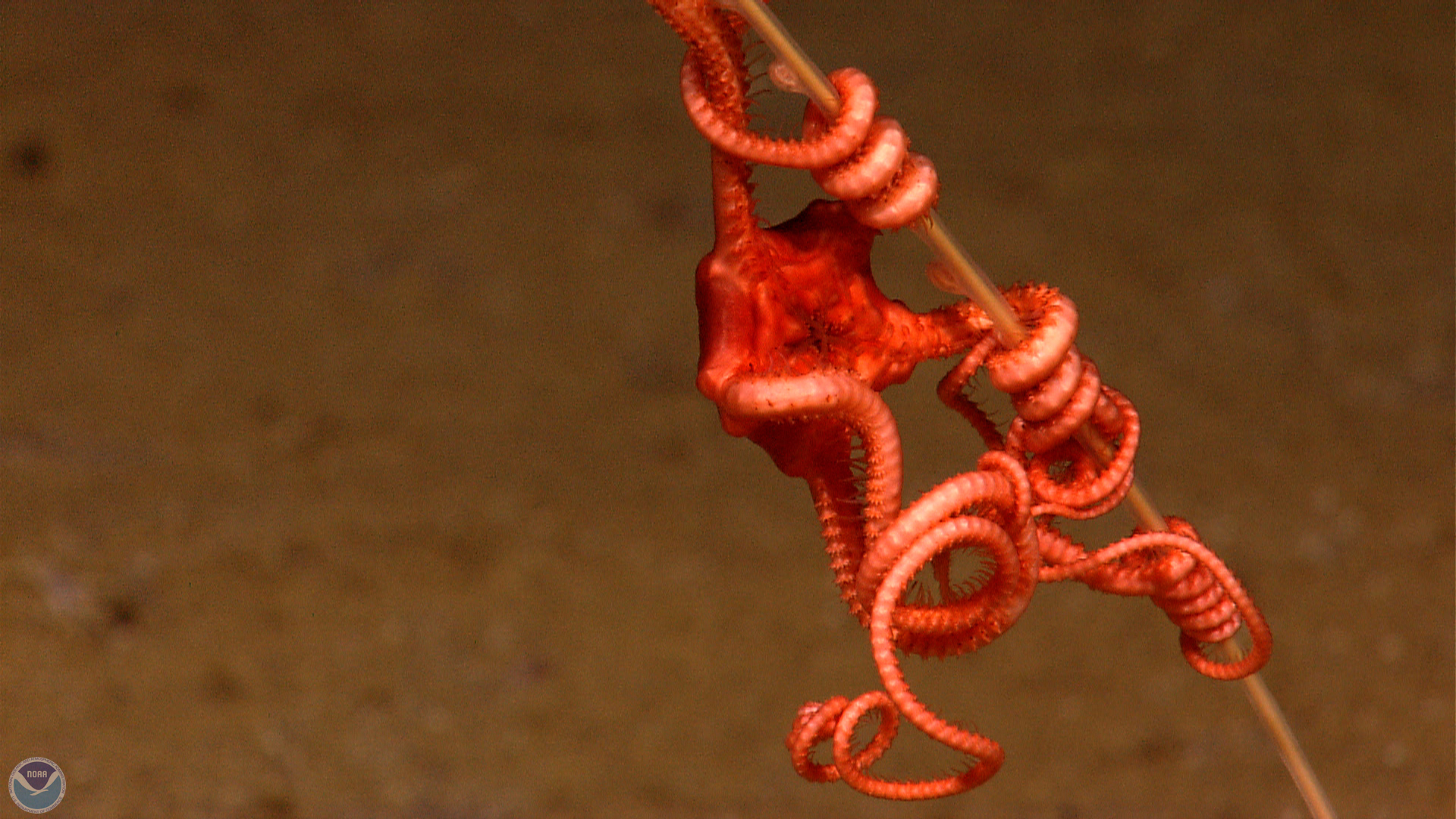
Euryalida sp.